# Ixodes ricinus
La zecca dei boschi (Ixodes ricinus (Linnaeus, 1758)), è un aracnide appartenente alla famiglia Ixodidae.
È un ematofago che condiziona le fasi di crescita e di riproduzione all'assunzione di cibo.

## Diffusione
È presente in tutte le zone temperate, nella regione paleartica occidentale, dalle coste atlantiche europee fino agli Urali, dalla Scandinavia meridionale fino all'Africa occidentale.
Si trova in tutta Italia, con rare segnalazioni in Sardegna.
La sua diffusione necessita di ospiti idonei e del microclima necessario per il mantenimento del bilancio idrico, quindi si trova in zone con sufficiente piovosità.

### Morfologia e ciclo biologico
Il parassita presenta un dimorfismo sessuale, con femmine di dimensioni maggiori rispetto ai maschi. Le dimensioni della femmina adulta variano dai 4 ai 10 mm.
L'apparato boccale è composto da un rostro, dai palpi, dai cheliceri, da ghiandole salivari che secernono sostanze cementanti, anticoagulanti e vasocostrittrici per favorire il pasto di sangue sull'ospite.
Sono presenti tre paia di arti nella fase larvale, quattro nella fase successiva.
Gli stadi di sviluppo sono suddivisi in larva, ninfa e adulto. Ad ogni pasto la zecca si stacca ed effettua la muta nell'ambiente; in seguito cerca un altro ospite su cui nutrirsi. Gli stadi larvali si nutrono su ospiti diversi da quelli richiesti dagli adulti. I primi cercano piccoli mammiferi e insettivori (uccelli, lucertole); le femmine adulte e le ninfe utilizzano come ospiti i mammiferi più grandi, compreso l'uomo. Il maschio adulto non si nutre.
Nelle larve l'esoscheletro è formato da un sottile strato di cuticolina, che si ispessisce con lo sviluppo. Nella femmina adulta lo scudo chitinoso ricopre solo la parte anteriore per consentire l'ampliamento dell'addome durante il pasto.

## Pericolosità
Nelle ghiandole salivari possono svilupparsi protozoi e batteri che risultano pericolosi per l'ospite, anche per l'uomo.
Nelle regioni Friuli-Venezia Giulia, Veneto, Trentino-Alto Adige, Liguria, Emilia-Romagna è alto il rischio di contrarre la malattia di Lyme e la meningoencefalite (TBE) in seguito a morsi di zecca.
Nelle pecore può inoltre trasmettere l'encefalomielite ovina (louping ill).